# Schlesingerova kaple
Schlesingerova kaple nazývaná též Tobešova nebo Daňkova kaple, případně kaple U studánky je cihlová kaplička se zaobleným závěrem, pokrytá lepenkou nalézající se v závěru tzv. Sněženkového údolí asi 4 km jihozápadně od obce Chmelík. Kaplička stojí na vyvýšené terase nad korytem potoka a vede k ní Křížová cesta. Přímo pod kapličkou se nachází pramen s tzv. Daňkovou studánkou. Kaple se nachází na katastru obce Lezník.

## Historie
Kaplička byla postavena německým statkářem Johannem Schlesingerem, přezdívaným Tobesch, ze Chmelíka čp. 37, v roce 1935, jako vyjádření díků za uzdravení manželky z těžké nemoci vodou ze zdejší studánky. V období války prý kaplička fungovala jako dočasné útočiště pro partyzány, kteří zde údajně přespávali. Kaplička byla zničena pádem stromu a později již nebyla opravena, postupně tedy zchátrala až z ní zbyly pouze základy.
Kaple byla obnovena v roce 2015 na základě dochovaných fotografií a vzpomínek pamětníků dobrovolníky z okolních obcí sdružených ve spolku Archaických nadšenců.